# Чемпионат Европы по фигурному катанию 1912
Чемпионат Европы по фигурному катанию 1912 года проходил в Стокгольме (Швеция) 11 и 12 февраля. Соревновались только мужчины. Победу одержал Йоста Сандаль.

## Участники
Это было повторение самого малочисленного европейского чемпионата по фигурному катанию.

## Результаты
| Место | Имя             | Страна   | Баллы |
| ----- | --------------- | -------- | ----- |
| 1     | Йоста Сандаль   | Швеция   | 6     |
| 2     | Иван Малинин    | Россия   | 9     |
| 3     | Мартин Стиксруд | Норвегия | 15    |

Судьи:
- А. Андерберг  Швеция
- Josef Fellner  Австрия
- Э. Хёрле  Швеция
- Eugen Minich  Венгрия
- Вячеслав Срезневский  Россия